# Homer (wieś)
Homer – wieś w Stanach Zjednoczonych, w stanie Nowy Jork, w hrabstwie Cortland.